# Rybnica (Kąty Wrocławskie)
Rybnica (deutsch Reibnitz) ist ein Dorf südöstlich von Breslau. Es gehört zur Gemeinde Kąty Wrocławskie (Kanth) im Powiat Wrocławski (Kreis Breslau) in der Woiwodschaft Niederschlesien. 

## Lage
Bis zum Stadtzentrum Breslaus sind es 13,5 Kilometer Luftlinie. Der Flughafen Breslau befindet sich etwa 5 Kilometer nördlich des Ortes. 

## Name

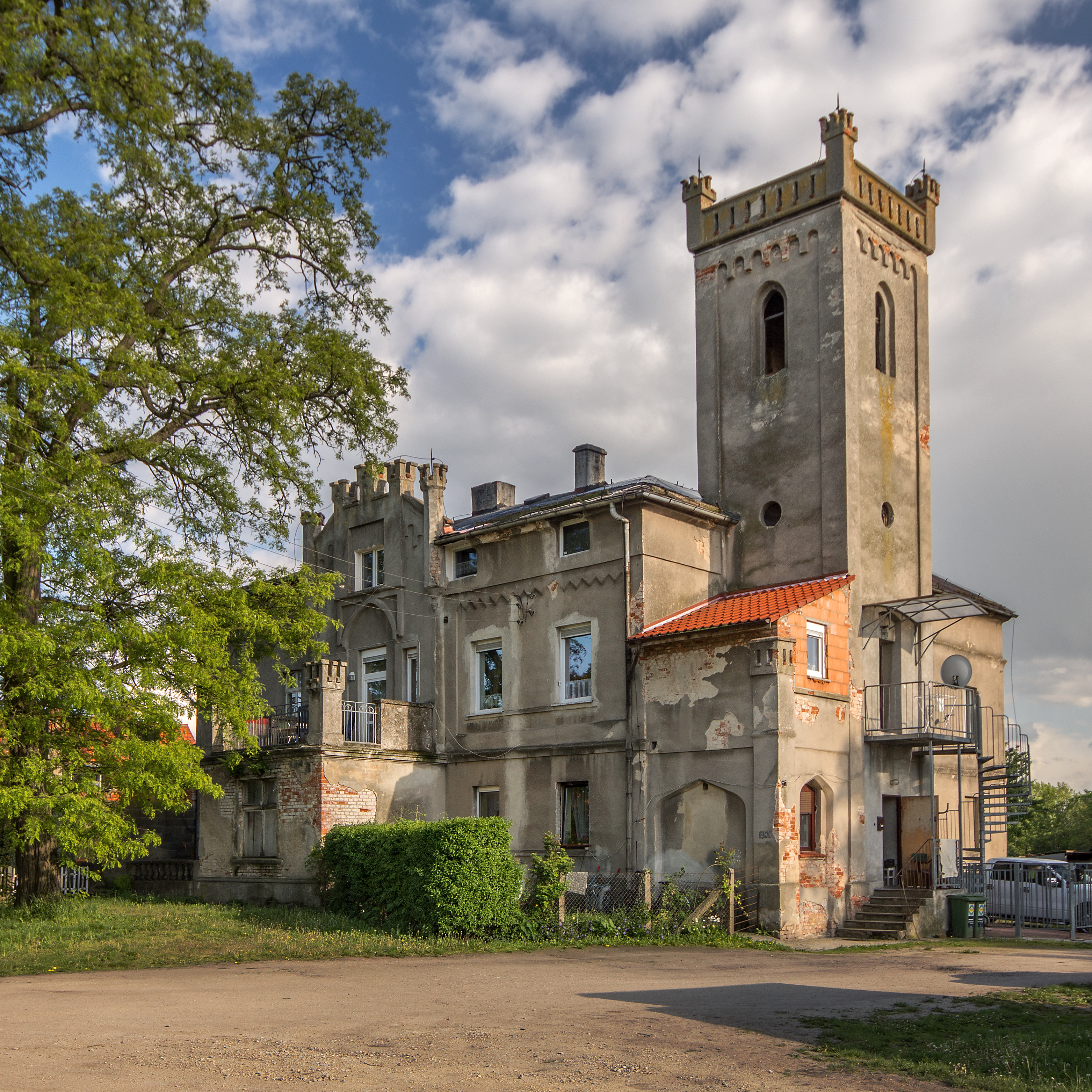
Schloss in Reibnitz

Der Ort wurde erstmals in einem Dokument aus dem Jahr 1288 als Ribiz erwähnt. Für das Jahr 1360 findet sich die Bezeichnung Rybicz, 1630 Reimnitz und 1736 Reimbnitz. Der deutsche Linguist Paul Hefftner leitete die Bedeutung des Namens des Ortes vom polnischen Wort ryba, deutsch: Fisch, ab. Bis zur Säkularisation des Kirchenbesitzes in Preußen im Jahre 1810 war der Ort Eigentum des Breslauer Domkapitels. Bis 1945 gehörte Reibnitz zum Landkreis Breslau. 1928 erfolgte die Eingemeindung nach Peterwitz. Als Folge des Zweiten Weltkriegs fiel Reibnitz 1945 an Polen und wurde in Rybnica umbenannt. Die deutsche Bevölkerung wurde 1946/47 vertrieben. Die neu angesiedelten Bewohner waren zum Teil Vertriebene aus Ostpolen, das an die Sowjetunion gefallen war. Bis 1998 gehörte der Ort zur Woiwodschaft Breslau.

## Einwohner
Die Zahl der Einwohner sinkt seit über zehn Jahren langsam, aber stetig. Zum letzten Stichtag am 31. Dezember 2019 hatte der Ort noch 113 Einwohner.
| Jahr 1    | 2007 | 2008 | 2009 | 2010 | 2011 | 2012 | 2013 | 2014 | 2015 | 2016 | 2017 | 2018 | 2019 |
| --------- | ---- | ---- | ---- | ---- | ---- | ---- | ---- | ---- | ---- | ---- | ---- | ---- | ---- |
| Einwohner | 131  | 135  | 136  | 136  | 133  | 129  | 125  | 121  | 118  | 119  | 118  | 116  | 113  |

## Sehenswürdigkeiten
Gemäß dem Register des  Staatlichen Kulturerbeinstituts sind folgende Objekte als Kulturdenkmale geschützt:
- Schloss Reibnitz, aus der Mitte des neunzehnten Jahrhunderts, in den Jahren 1880–90 wieder aufgebaut
- Zwei Bildstöcke. Einer davon, eine Betsäule aus der ersten Hälfte des 19. Jahrhunderts, befindet sich am Ortsausgang in Richtung Peterwitz.[2]